# Grupa Turni Kukuczki

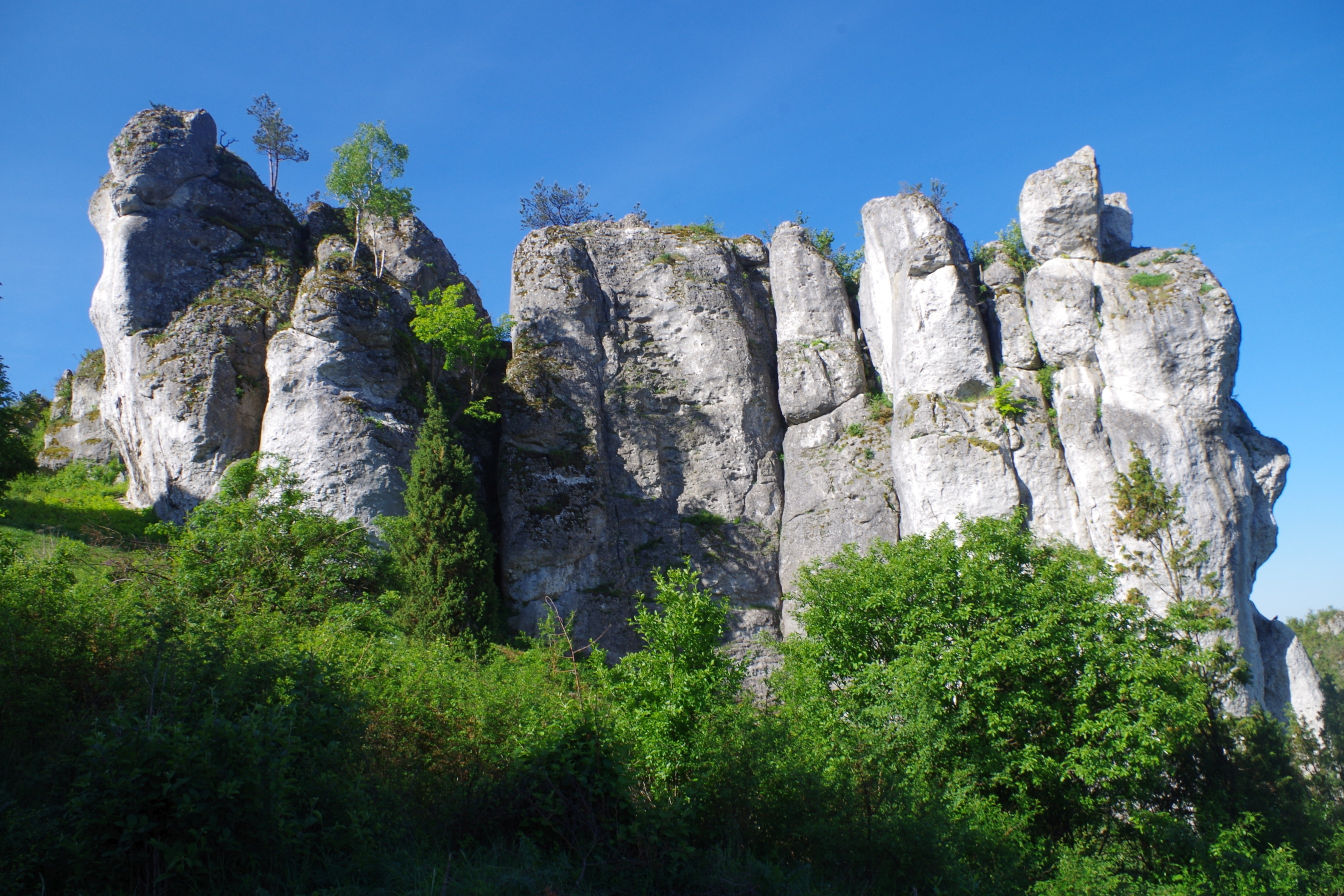
Od lewej: Studnisko, Szafa i Turnia Kukuczki

Grupa Turni Kukuczki – trzy skały na Wyżynie Częstochowskiej w miejscowości Mirów, w gminie Niegowa, w powiecie myszkowskim, województwie śląskim. Są obok siebie i tworzą jeden blok skalny. Są to w kolejności od południa na północ: Studnisko, Szafa  i Turnia Kukuczki. Należą do grupy Mirowskich Skał.
Wszystkie 3 skały zbudowane są z wapieni i znajdują się na terenie otwartym, ale zarastającym krzewami i drzewami. Mają wysokość 8–25 m. Wspinacze poprowadzili na nich 40 dróg wspinaczkowych o trudności III – VI.8 w skali Kurtyki. Wiele z tych dróg to prawdziwe ekstremy. Skały są pionowe lub przewieszone i występują w nich takie formacje skalne jak:  filar, komin i zacięcie. Ściany wspinaczkowe o wystawie zachodniej, północno-zachodniej, północnej, północno-wschodniej i wschodniej.
Najwyższą w grupie i najbardziej wysuniętą na północ jest Turnia Kukuczki o wysokości 25 m. Nadano jej nazwę dla uczczenia himalaisty Jerzego Kukuczki, który jako pierwszy w 1975 r. pokonał na niej rysę.

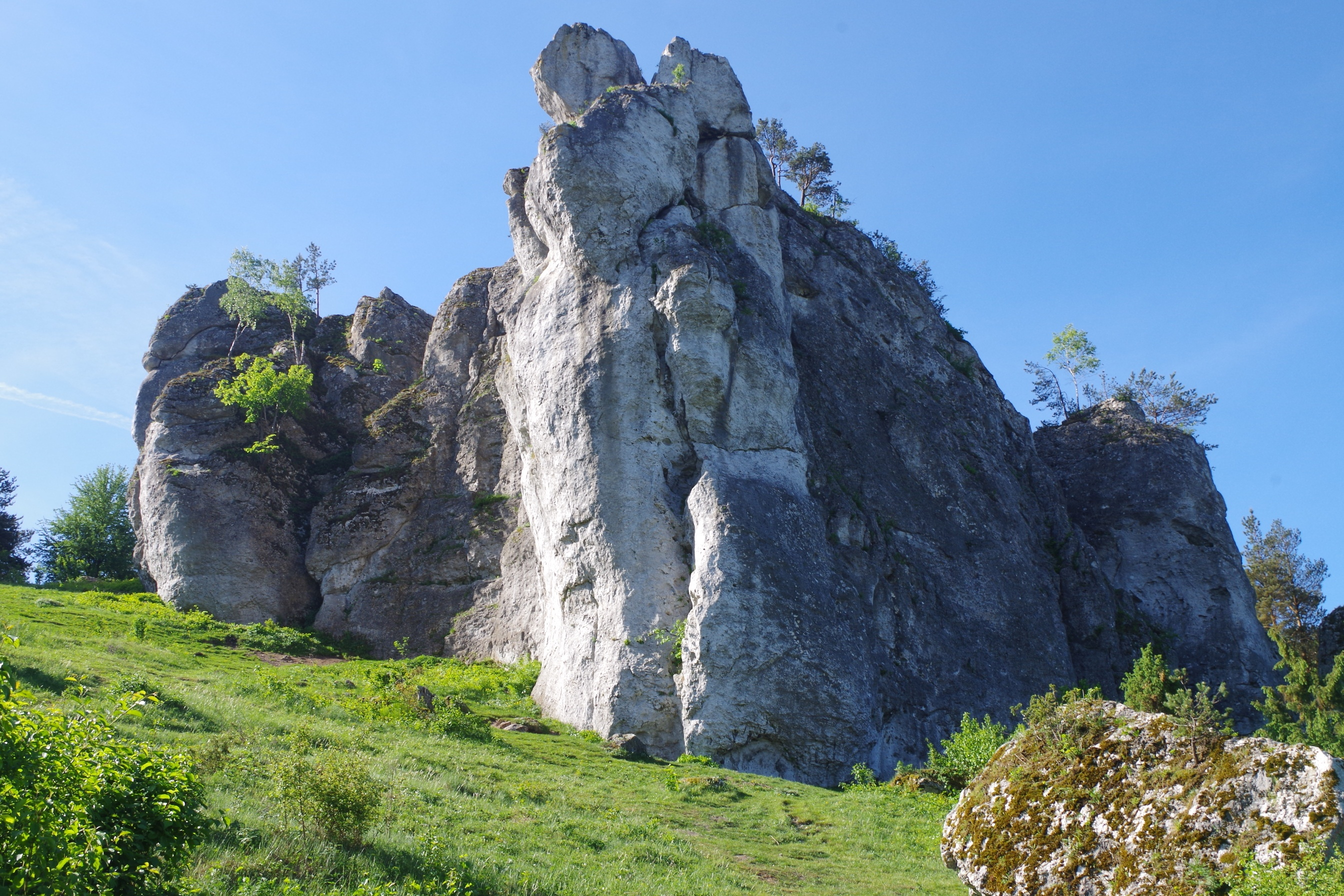
Turnia Kukuczki od północy